# Krav maga
Krav maga (hebrejsky קרב מגע‎, krav = souboj / blízko, maga = dotyk, kontakt, tedy česky kontaktní boj, boj z blízka) je systém sebeobrany, který představuje oficiální soustavu technik vypracovaných pro sebeobranu a boj zblízka Izraelských obranných sil, izraelské národní policie a dalších izraelských bezpečnostních složek. Krav maga bylo zařazeno do učebních osnov izraelských středních škol, jeho techniky jsou předváděny a nacvičovány ve výchovných a naučných institucích řízených izraelským ministerstvem školství. Krav maga není sport, ale příprava na boj zblízka a ohrožení života.
Dnes krav maga používají všechny složky Izraelských ozbrojených sil (regulérní síly i speciální jednotky Sajeret), zpravodajské služby Mosad a Šin Bet, americké CIA, FBI, DEA, U.S. Marshals a další federální agentury, některé složky amerického letectva a pobřežní stráže, dále několik amerických policejních sborů (včetně SWAT týmů), francouzská elitní jednotka GIGN, Belgická armáda a další.

## Bojový systém krav maga

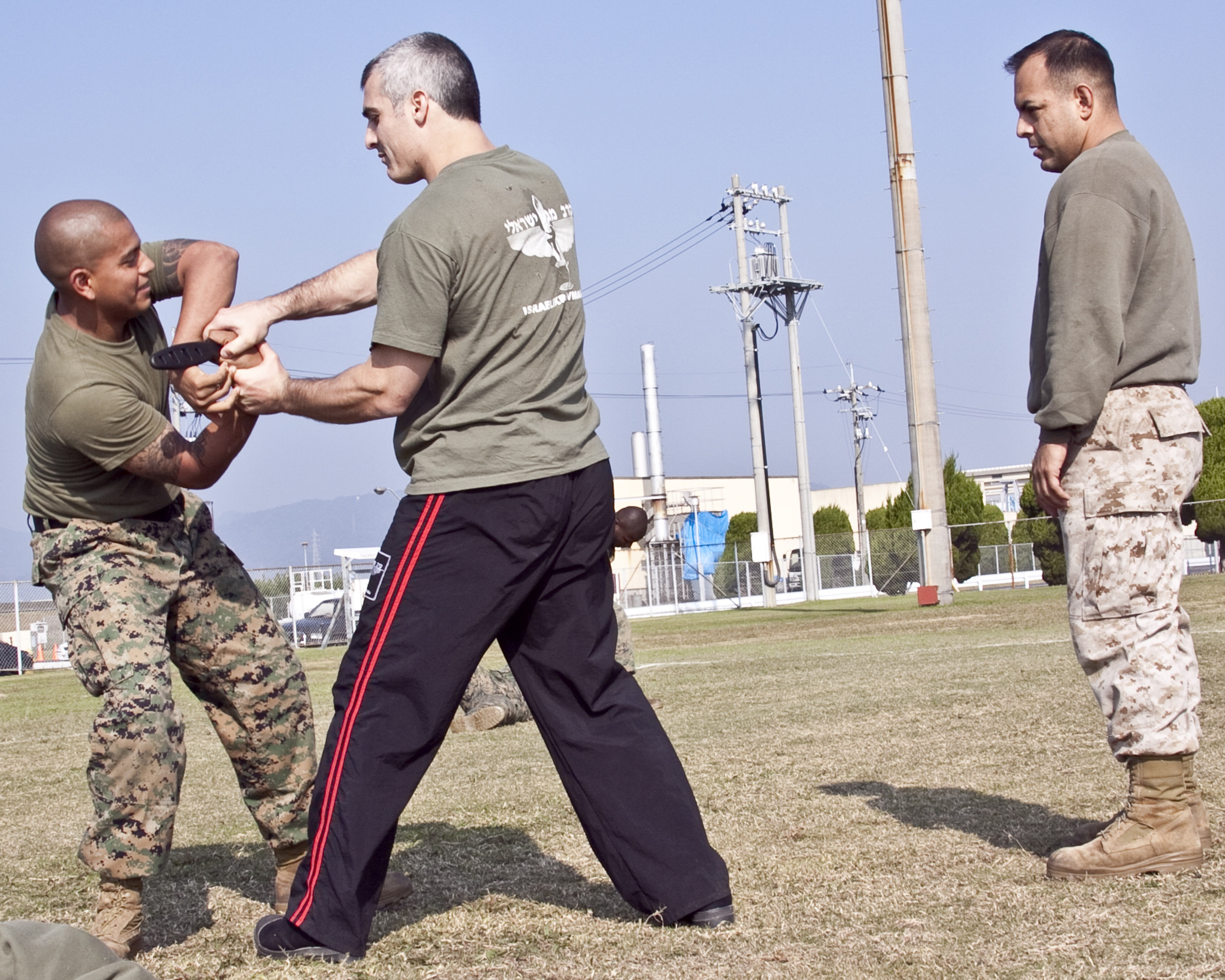
Krav maga

Krav maga je moderní soustavou sebeobranných technik, koncipovaných tak, aby odpovídaly podmínkám současného, rychle se měnícího světa. Vyznačuje se logickým a koherentním přístupem ke konfliktním situacím a sebeobranným technikám, a proto umožňuje potenciálnímu praktikantovi dosáhnout relativně vysokého stupně dovedností v poměrně krátkém čase. 
Celý systém je zpracován do tří proudů – pro užití v ozbrojených silách, policejními složkami a v civilní sféře. Díky tomu získalo umění krav maga uznání od expertů bojových umění a vojenských a policejních autorit, a to jak pro vysokou praktickou aplikovatelnost, tak pro jednoduchost a realistický přístup k otázce osobní bezpečnosti. Krav maga se díky svým vynikajícím charakteristikám prezentuje jako optimální souhrn sebeobranných metod pro muže i ženy, osoby mladé i staré, pro lidi více či méně fyzicky vybavené.
Celý systém krav maga v sobě slučuje dvě integrální a na sebe navazující části: sebeobranu a boj zblízka v konfliktní situaci.
Krav maga učí především přípravu na reálný boj člověka proti člověku, a to i v případech asymetrického boje, kdy je protivník ozbrojen – nožem, holí, palicí, střelnou zbraní či granátem, v přečíslení počtem protivníků, či v jiné taktické výhodě, jež by ve sportu byla považována za neetickou. Krav maga předvádí a učí i zákroky podnikané ve prospěch třetí osoby a demonstruje, jak má člověk reagovat, je-li napaden dvěma ozbrojenými útočníky.
Tvůrcem celého systému krav maga je Imi Lichtenfeld, původem z Bratislavy.
Stejně jako ostatní bojová umění, má i krav maga svůj pozdrav. Jedná se o úklonu spojenou s výkřikem „Kida!“ (hebrejský význam: „úklona“). Při úkloně jsou obvykle ruce zaťaté v pěst a tělo se nakloní o cca 30°.

## Základní pravidla

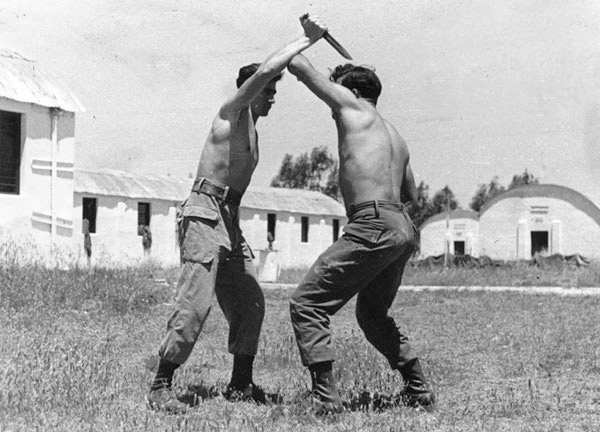
Trénink krav maga ve škole pro výsadkáře v Izraeli, 1955

Podstatou celého systému je naučit se registrovat vyhrocenou situaci a vycítit nebezpečí možného napadení. 
Aplikace tohoto principu v praxi tedy znamená, že nejprve je nutné pokusit se fyzické konfrontaci vyhnout. Pokud však dojde k napadení, je nutné odpovědět přiměřenou silou k dostatečnému odvrácení hrozby a vymanit se z nebezpečí.
K dalším pravidlům systému krav maga patří:
- Nezranit se – v případě zranění hledat způsoby, jak útočníka paralyzovat i za změněných podmínek.
- Zachovat zdrženlivost – nevychloubat se svou znalostí sebeobranných technik a vyhýbat se zbytečným konfliktům. Ovládat své ego a kontrolovat pohnutky vlastní mysli. Být ochoten přijmout kritiku a dokázat se řídit pokyny druhých.
- Reagovat správně – dělat správné věci na správných místech ve správný čas. Vyřešit efektivně konfliktní situaci znamená nejen využít ve střetnutí všechny své schopnosti a znalosti, ale i zakalkulovat a maximálně zužitkovat vše, co se nachází v místě konfliktu.
- Být výkonný – to jest výkonný natolik, aby nebylo nutné protivníka zabít. Trénovaný praktik krav magy nemusí nezbytně svému protivníkovi způsobit zranění a konflikt dokáže řešit rychle a účinně. Snaží se i v nebezpečných situacích vidět v protivníkovi svého bližního. Na druhé straně plně respektuje odedávna platný zákon: Chce-li tě někdo zabít, zabij ho ty dříve!, platný v situacích, kdy v boji o holý život neexistuje jiná alternativa.

## Základní poučky
- Vyhýbejte se zranění – pečlivě zvažte rizika spojená s určitou činností, pokud možno co nejvíce se vyhýbejte všem aktivitám, z nichž by pro vás plynulo nebezpečí. Zásadně byste měl(a) vůči svému okolí vystupovat smířlivě a defenzivně. Krav maga preferuje především techniky obranné.
- Techniky krav maga vznikly především s ohledem na využití přirozených reakcí a reflexů.
- Braňte se a útočte nejkratší možnou cestou, vyrazte z kterékoliv pozice a při volbě techniky berte ohled na vlastní bezpečí a na výhody, jež vám volená technika skýtá.
- Odpovězte na útok správně zvolenou akcí, odpovídající podmínkám, za nichž konflikt probíhá. Pečlivě, ale bleskově zvažte charakter své obranné reakce a odhadněte sílu, jež je třeba do obranné akce vložit (s ohledem na vyvarování se zbytečných, resp. zbytečně těžkých zranění).
- Útočte přesně na citlivá a zranitelná místa, abyste získal(a) nad protivníkem rychle převahu.
- Použijte ke své obraně i protiútoku jakýkoliv nástroj nebo předmět, jenž je právě po ruce.
- Krav maga neobsahuje žádná svazující pravidla, předpisy, technická omezení ani zákazy obvyklé ve sportech.
- Základní pravidla pro trénink: od osvojení jednotlivých technik přejít k vypracování vlastních rutinních postupů, mentálním cvičením a postupně přejít od specificky definovaných technik k improvizovaným akcím, vycházejícím z dynamiky modelových situací.

### Bojové techniky
- S vlastním protiúderem nečekat až na dokončení obrany, ale oba pohyby provést zároveň: obranný chvat (oblouk kruhové obrany) i vlastní protiútok (úder či chvat) začít oba najednou, ve stejný okamžik. Boj není souboj, aby se útočné role spravedlivě střídaly: toto je zásadní rozdíl především proti šermu, kde má bojovník skutečně jen jediný nástroj k boji, meč. Naopak v krav maga bojovník, aby přežil, může a musí použít jakkoli cokoli nebo jakoukoli další část svého těla, i několik zároveň. Úder současně s obranou je nejen překvapivý a rychlý, ale respektuje i právní odlišnosti v jednotlivých jurisdikcích. Pokud by protiútok obránce následoval až po zablokování původního útoku, mohl by být považován za nový útok, nikoli pokračování obrany. Protiútok současně s obranou tyto právní nejistoty eliminuje, neboť hrozba v daný okamžik stále trvá.
- Vlastní pohyby vycházejí z nohou a přenášení váhy, ne z rotace celého trupu: rotace trupem by umožnila (sice silný) úder jen jednou polovinou těla. Naopak, vlastní pohyby (obranné i útočné zároveň) vycházejí z nohou a celkového přenesení váhy vpřed, což pomáhá jak síle, tak udržení blízkého kontaktu s protivníkem. Z nohou vychází i síla přímého úderu: ten je jen krátký, navíc bez nápřahu.
- Vždy raději upřednostnit zranění končetiny než zranění samotného trupu vlastního těla.
- I zraněním končetin se lze vyhnout správně provedenou technikou krytí. Například ruce s nožem se bránit zachycením až za zápěstím, na předloktí, což dává větší prostor od čepele nože, než se snažit zachytit přímo zápěstí nebo snad i samu pěst.

#### Zakázané bojové techniky
V samotném boji je pro přežití dovoleno vše, pro účely výcviku se tudíž procvičují všechny typy obrany.
Podle intenzity výcviku se předpokládá odpovídající ochranná výstroj, jako například suspensor, a je povoleno vše, co tréninkového sparring partnera trvale nepoškodí.

## Krav maga v populární kultuře
- Sam Fisher, postava z herní a knižní série Tom Clancy's Splinter Cell je expertem na krav magu (používá jej např. ve hře Tom Clancy's Splinter Cell: Conviction).[4][5]
- Jennifer Lopez ve filmu Dost (angl. Enough) trénuje a používá krav magu.[6][7][8]
- Jak jsem poznal vaši matku (díl Košile se vrací): Natálie chodila trénovat krav magu a pak použila proti Tedovi, když se s ní rozešel na narozeniny.
- Teorie velkého třesku: v díle Feromonový zápach zoufalství se dívka, která randí s Leonardem zmiňuje, že s Bernadette chodí na hodiny krav magy. Také řekla, že 'Krav maga je v podstatě sto způsobů, jak chlapovi urvat koule.'
- Simpsonovi: v díle Největší Homer všech dob je Bart v Jeruzalémě zneškodněn pomocí krav magy.
- Megan Reevesevá ze seriálu Vražedná čísla ovládá krav magu.
- V seriálu Archer je několikrát zmíněno, že špionážní agentura ISIS používá krav magu.